# Baniás
Baniás o Baniyas (en árabe: بانياس‎, Bāniyās) es una ciudad en la Gobernación de Tartús, en el noroeste de Siria, localizada 55 kilómetros al sur de Latakia y 35 kilómetros al norte de Tartús.
Es conocida por sus huertas frutales y la exportación de madera. Al norte de la ciudad hay una refinería de petróleo, una de las más grandes en Siria, y una central eléctrica. La refinería de petróleo está conectada con Irak mediante la Tubería Kirkuk–Baniás (ahora en desuso).
En un cerro cercano está el castillo de Margat (Qalaat el-Marqab), un fortín de los cruzados Caballeros Hospitalarios, construido con piedra de basalto negro.

## Historia
En tiempos fenicios y helenísticos fue un importante puerto marítimo. Algunos la han han identificado con la ciudad helenística de Leucas (de colonizadores de la isla de Léucade, en Grecia), mencionado por Esteban de Bizancio. Fue una colonia de Arwad y, según Esteban, estaba localizada en la provincia romana tardía de Fenicia, aunque posiblemende perteneciese a la provincia de Siria. En griego y latín, se conoce como Balanaea o Balanea.
Durante la guerra civil siria de inicios del siglo XXI, las fuerzas rebeldes informaron sobre una masacre que tuvo lugar el 2 de mayo de 2013, perpetrada por fuerzas del régimen. El 3 de mayo, otra masacre, según SOHR, fue perpetrada en el distrito Ras al-Nabaa de Baniás, causando centenares de residentes Suníes a huir de sus casas. Según un informe de la oposición, un total de 77 civiles, incluyendo 14 niños, fueron asesinados. Otros dos grupos de la oposición documentaron los nombres de 96 a 145 personas que creen haber sido ejecutados en el distrito. Cuatro milicianos y dos soldados pro-gobierno fueron también matados en el área, en enfrentamientos con luchadores rebeldes.

## Clima
Baniyas Tiene un clima mediterráneo de veranos calientes (Clasificación climática de Köppen: Csa). La precipitación es más alta en invierno que en verano, con un total anual de 862 mm de lluvia. La temperatura anual mediana en Baniás es 19.3 °C.
| Parámetros climáticos promedio de Baniás | Parámetros climáticos promedio de Baniás | Parámetros climáticos promedio de Baniás | Parámetros climáticos promedio de Baniás | Parámetros climáticos promedio de Baniás | Parámetros climáticos promedio de Baniás | Parámetros climáticos promedio de Baniás | Parámetros climáticos promedio de Baniás | Parámetros climáticos promedio de Baniás | Parámetros climáticos promedio de Baniás | Parámetros climáticos promedio de Baniás | Parámetros climáticos promedio de Baniás | Parámetros climáticos promedio de Baniás | Parámetros climáticos promedio de Baniás |
| Mes                                      | Ene.                                     | Feb.                                     | Mar.                                     | Abr.                                     | May.                                     | Jun.                                     | Jul.                                     | Ago.                                     | Sep.                                     | Oct.                                     | Nov.                                     | Dic.                                     | Anual                                    |
| ---------------------------------------- | ---------------------------------------- | ---------------------------------------- | ---------------------------------------- | ---------------------------------------- | ---------------------------------------- | ---------------------------------------- | ---------------------------------------- | ---------------------------------------- | ---------------------------------------- | ---------------------------------------- | ---------------------------------------- | ---------------------------------------- | ---------------------------------------- |
| Temp. máx. media (°C)                    | 15.0                                     | 16.1                                     | 18.7                                     | 22.3                                     | 25.9                                     | 29.1                                     | 30.7                                     | 31.6                                     | 30.3                                     | 27.5                                     | 22.6                                     | 16.8                                     | 23.9                                     |
| Temp. mín. media (°C)                    | 7.6                                      | 8.0                                      | 9.9                                      | 12.5                                     | 15.6                                     | 19.3                                     | 21.9                                     | 22.2                                     | 19.9                                     | 17.3                                     | 12.6                                     | 9.2                                      | 14.7                                     |
| Precipitación total (mm)                 | 159                                      | 147                                      | 123                                      | 50                                       | 26                                       | 2                                        | 1                                        | 1                                        | 12                                       | 49                                       | 94                                       | 198                                      | 862                                      |
| Fuente: Climate-Data.org, Climate data   |                                          |                                          |                                          |                                          |                                          |                                          |                                          |                                          |                                          |                                          |                                          |                                          |                                          |

## Obispado
El obispado de Balanea era un sufragáneo de Apamea, la capital de la provincia Romana de Siria Secunda, como está atestiguado en un Notitiae Episcopatuum del siglo XI. Cuando Justiniano estableció una nueva provincia civil, Theodorias, con Laodicea como metrópoli, Balanea estuvo incorporado a esta, pero continuó dependiendo eclesialmente de Apamea, hasta que obtuvo el estado de un obispado exento directamente sujeto al Patriarca de Antioquía.
Su primer obispo conocido, Euphration, participó en el Consejo de Nicaea en 325 y estuvo exiliado por los Arrianos en 335. Después Timotheus fue a ambos el Segundo Concilio de Éfeso en 449 y el Consejo de Calcedonia en 451. En 536, Theodorus fue uno de los firmantes de una carta al emperador Justiniano contra Severo de Antioquía y otros no Calcedonianos. Esteban participó en el Segundo Consejo de Constantinopla en 553.
Durante el periodo de Cruzadas, Balanea se convirtió en una sede del rito latino, llamada Valenia o Valania en occidente. Estaba situada dentro del Principado de Antioquía y estaba sujeta a la sede metropolitana de Apamea, cuyo arzobispo intervino en el nombramiento de obispos de la sede sufragánea en 1198 y 1215. Por razones de seguridad, el obispo vivía en el castillo Margat.
Ya no un obispado residencial, Balanea es hoy listado por la Iglesia católica como una sede titular.